# Inari (gemeente)
Inari (Zweeds: Enare, Samisch: Anár) is een gemeente in het Finse landschap Lapland.
Deze gemeente is qua oppervlak het grootst en tegelijk een van de dunstbevolkte van Finland. De gemeente heeft een totale oppervlakte van 15.059,35 km² (vergelijk met Nederland: de provincies Groningen, Friesland, Drenthe en Overijssel bij elkaar). Ze telt 7.047 inwoners (2022).
Een bekende plaats in de gemeente is het dorp met dezelfde naam. Grootste plaats is echter Ivalo. Ook de plaats Kaamanen maakt deel uit van de gemeente. Het Inarimeer ligt eveneens in de gemeente.

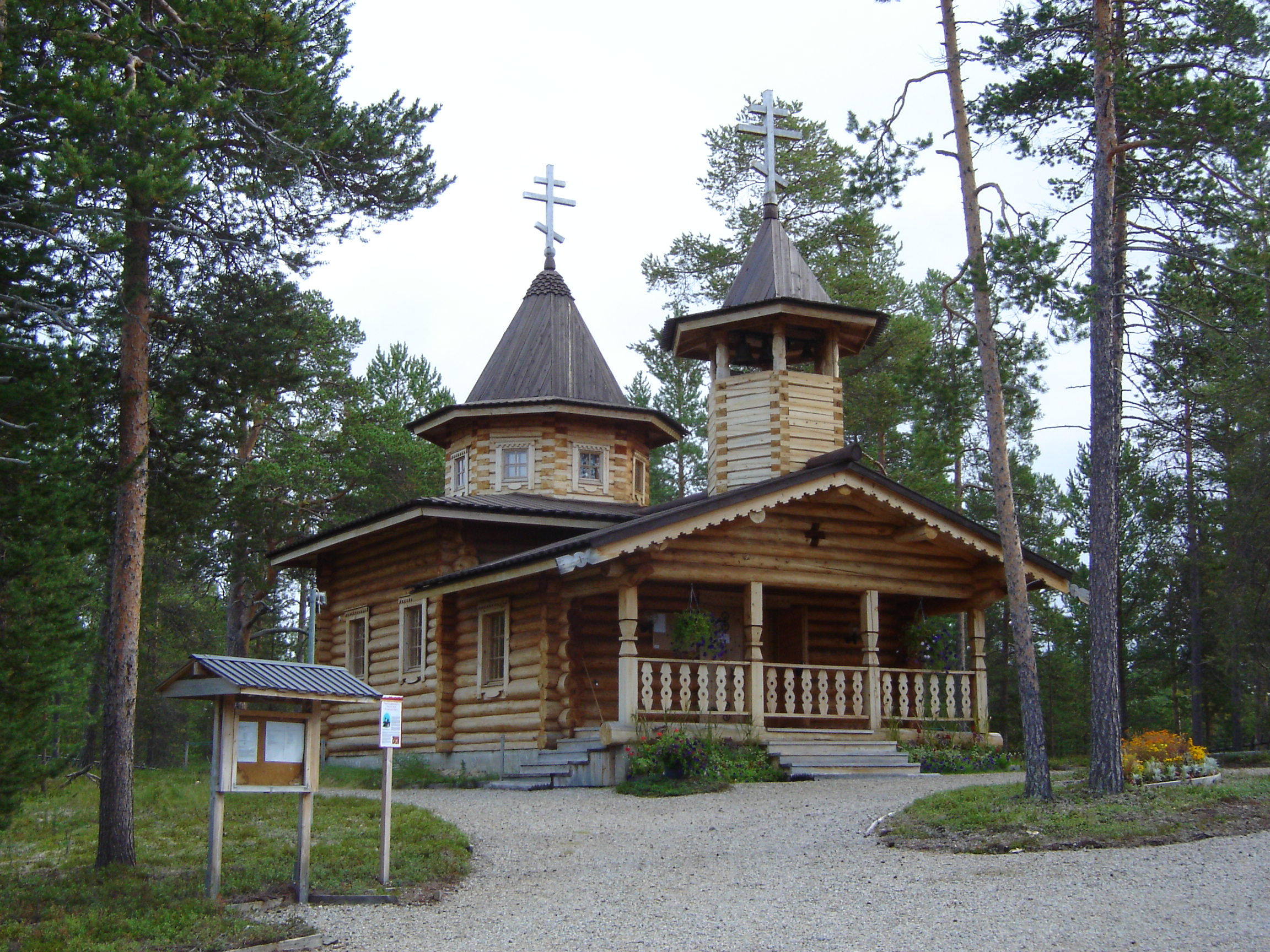
Kerk in het dorp Nellim